# Teodors Zaļkalns
Teodors Zaļkalns (geb. Grīnbergs; * 30. November 1876 in Allaži, Russisches Kaiserreich; † 9. Juni 1972 in Riga, Lettische SSR) war ein lettischer bzw. sowjetischer Bildhauer.
Zalkalns kam im Haus seines Vaters Eduards Grīnbergs zur Welt und wuchs an verschiedenen Orten im heutigen Bezirk Sigulda auf. Er erlernte die Grundlagen der Kunst in St. Petersburg an der von Alexander von Stieglitz gegründeten Zentralen Technischen Zeichenschule. Anschließend reiste er durch verschiedene europäische Länder.
Im Alter von 95 Jahren starb Zalkalns und ist auf dem Friedhof von Rainis begraben.

## Werke
- Blaumanis-Denkmal
- Sēdošā māmiņa (deutsch Sitzende Mutter)

## Auszeichnungen
- 1957: Volkskünstler der UdSSR